# Justo López de la Fuente
Justo López de la Fuente (14 de maig de 1909-1 de maig de 1967) va ser un polític i militar espanyol.

## Història
Justo López va néixer en la localitat asturiana de Santa Lucía el 14 de maig de 1909. Nascut en el si d'una família esquerrana, durant la seva joventut va treballar com a paleta i obrer de la construcció; va arribar a treballar en les obres de la Ciutat Universitària de Madrid. Arribaria a afiliar-se al Partit Comunista d'Espanya (PCE).
Després de l'esclat de la Guerra civil es va unir a la milícies republicanes. Va ser cap del famós Batalló «Acer» del 5è Regiment, i posteriorment seria comandant de la 36a Brigada Mixta. Al comandament d'aquesta unitat va resistir els atacs franquistes contra Madrid al front d'Usera. Al final de la contesa es va exiliar a França.
Posteriorment va passar a la Unió Soviètica, al costat d'altres comunistes espanyols. Durant la Segona Guerra Mundial va ser guerriller de l'Exèrcit Roig i va arribar a actuar en la rereguarda alemanya integrat en una unitat de partisans. En una acció del seu grup guerriller a Belarús van aconseguir executar al general alemany Friedrich Fens, responsable d'una dura campanya de repressió en la zona de Barànavitxi. Just de la Font seria condecorat en quatre ocasions per les seves accions.
Va tornar a Espanya en 1963, i va treballar en la clandestinitat per a l'aparell de propaganda del PCE, encara que seria detingut per la policia franquista en 1964. Va ser encausat dins de l'anomenada «Causa General» sota l'acusació de ser responsable del túnel de la mort d'Usera, durant la guerra civil. Seria jutjat pel Tribunal d'Ordre Públic i condemnat a 23 anys de presó. Greument malalt de càncer, López de la Fuente va morir a la presó en 1967.